# Microgale pusilla
Microgale pusilla е вид бозайник от семейство Тенрекови (Tenrecidae).

## Разпространение
Видът е разпространен в Мадагаскар.